# Міклош Месей
Міклош Месей (угор. Mészöly Miklós; 19 січня 1921, Сексард — 22 липня 2001, Будапешт) — угорський поет, прозаїк, драматург, есеїст, автор книг для дітей, один з найзначніших й найавторитетніших угорських письменників другої половини XX століття.

## Біографія
Закінчив юридичний факультет Будапештського університету (1942). У 1943-1944 був на фронті, дезертував. Після війни працював в газеті рідного міста, служив редактором в Будапештському театрі ляльок. Дебютував як прозаїк в 1948.

## Вибрані твори
- Sötét jelek/ Темні знаки (1957, новели)
- Fekete gólya/ Чорний лелека (1960, роман для дітей)
- Az atléta halála/ Смерть атлета (1966, роман)
- Jelentés öt egérről / Донесення про п'ять мишенят (1967, новели)
- Saulus/ Савл (1968, роман)
- Pontos történetek, útközben/ Справжні дорожні історії (1970, роман)
- A Movie/ Фильм (1976, роман)
- Bunker; The Window-cleaner/ Бункер, Засіб для чищення скла (1979, п'єси)
- Esti térkép/ Нічна карта (1981, вірші)
- Megbocsátás/ Прощення/ (1984, повість)
- Volt egyszer egy Közép-Európa (1989, новели)
- A negyedik út/ Четвертий шлях (1990, эсе)
- Elegy/ Элегия (1990, вірші)
- Otthon és világ/ Дім і мир (1994, эсе)
- Hamisregény/ Пародійний роман (1995)
- Idegen partokon/ На чужих берегах (1995, новели)

## Визнання
Лауреат премій Тібора Дері (1986), Кошута (1990), Агнеш Немеш Надь (2002). Член Академії мистецтв імені Сечені (1992). Орден За заслуги перед угорської республікою (1996). Почесний громадянин Будапешта (1996).